# Municipio de Ramón Trigo
El municipio de Ramón Trigo es un municipio del departamento de Cerro Largo, Uruguay, fundado el 3 de abril de 2013. Su sede es la localidad homónima.

## Localización
El municipio se encuentra situado en la zona noroeste del departamento de Cerro Largo y cubre una superficie de 1270,5 kilómetros cuadrados. Limita al noreste con el municipio de Isidoro Noblía, al este con el municipio de Bañado de Medina, al sureste con el municipio de Fraile Muerto, al suroeste con el municipio de Tres Islas y al noroeste con los departamentos de Rivera y Tacuarembó. Su sede es la localidad de Ramón Trigo.

## Historia
A través del Decreto N.º 11/2013 del 3 de abril de 2013 la Junta Departamental de Cerro Largo, de acuerdo con la propuesta de la Intendencia Departamental, decretó la creación de un nuevo municipio en la localidad de Ramón Trigo. Este decreto se basa en la posibilidad existente expresada en la Ley N.º 18567 que posibilta la creación de municipios en aquellas localidades con menos de 2000 habitantes, siempre que exista aprobación por parte de la Junta Departamental a iniciativa del intendente. A través de la Ley N.º 19319, y en cumplimiento de la Ley N.º 19272, se efectivizó su creación y fue adjudicada a dicho municipio la circunscripción electoral GFD del departamento de Cerro Largo, limitándose su territorio al área urbana y suburbana de la localidad catastral correspondiente.
El 25 de octubre de 2018 a través del decreto de la Junta Departamental de Cerro Largo N.º 28/2018, fue modificado el territorio del municipio, ampliándolo a todo el territorio correspondiente a la serie (circunscripción) electoral GFD.

## Autoridades
La autoridad del municipio es el Concejo Municipal, compuesto por el Alcalde y cuatro Concejales.
Alcaldes según período:
| Nº | Alcalde                   | Partido             | Inicio del mandato      | Fin del mandato         | Observaciones     | Concejales                                                                           |
| -- | ------------------------- | ------------------- | ----------------------- | ----------------------- | ----------------- | ------------------------------------------------------------------------------------ |
| 1  | Durmen Magdaleno Menchaca | Partido Nacional PN | julio de 2015           | 26 de noviembre de 2020 | Alcalde elegido.  | Alexis Pereira (PN) Jenifer Netto (PN) Esteban Presa (PN) Natalia Rodríguez (FA).    |
| 2  | Durmen Magdaleno Menchaca | Partido Nacional PN | 27 de noviembre de 2020 | 2025                    | Alcalde reelecto. | Florencia Rodríguez (PN) Fabián Saravia (PN) Alexis Pereira (PN) Delcino Pérez (PN). |